# Cantorchilus longirostris
Cantorchilus longirostris е вид птица от семейство Орехчеви (Troglodytidae).

## Разпространение
Видът е ендемичен за Бразилия.